# Dyskografia Iry
Dyskografia Iry zawiera albumy studyjne, single, teledyski oraz inne projekty muzyczne.
W ciągu blisko 20 lat działalności na polskiej scenie muzycznej zespół Ira nagrał jak do tej pory 8 albumów studyjnych, z czego największe sukcesy przypadły na albumy wydawane w pierwszej połowie lat 90. Album Mój dom wydany w czerwcu 1991 roku zaowocował pasmo dalszych sukcesów grupy. Sprzedał się w wielu tysięcznym nakładzie, zdobywając najpierw miano złotej, a następnie jako jedyny w dyskografii grupy miano platynowej płyty. Albumy 1993 rok oraz koncertowy Ira Live, także osiągnęły wielu tysięczną sprzedaż, czego dowodem mogą być statusy złotych płyt. Utwory z tych płyt zadebiutowały na wysokich pozycjach na krajowych listach przebojów, w tym na jednej z najbardziej prestiżowych, czyli na liście przebojów radiowej Trójki.
Wydany we wrześniu 1994 roku album Znamię, mimo iż był wielkim zaskoczeniem dla branży, jak i samych fanów, także sprzedał się w dość wysokim nakładzie, zdobywając już dwa miesiące po premierze status złotego krążka. Kryzys nastąpił wraz z ukazaniem się krążka Ogrody, który nie odniósł żadnego sukcesu.
W 1994 oraz 1995 roku ukazały się nielegalnie wydane dwie płyty zespołu Ballady oraz Złote przeboje.
Wydany w sierpniu 2002 roku, album Tu i teraz, mimo iż odbiegał swym brzmieniem od wcześniejszych dokonań grupy, cieszył się sporym powodzeniem wśród fanów grupy. Zespół zaprezentował się także z utworem Mocny w konkursie „Premiery” na Festiwalu w Opolu. Wydany w 2004 roku album Ogień odniósł już duży sukces, docierając do 2. miejsca na liście sprzedaży według OLiS. Utwory z tych krążków ponownie zagościły na listach przebojów. Wydany w tym samym roku koncertowy album Live 15-lecie nie powtórzył sukcesu krążka Ogień.
Wydany po trzyletniej przerwie album Londyn 08:15 cieszył się dużym uznaniem wśród fanów. Dotarł na 1. miejsce listy sprzedaży OLiS oraz był najlepiej sprzedającym się krążkiem w empikach w całym kraju.
Zespół wydał 14 singli, z czego jeden promocyjny specjalnie dla WOŚP w 1993 roku. Single cieszyły się sporym powodzeniem, zarówno wśród fanów, jak i na listach przebojów. Singel Nie ma niepotrzebnych jako pierwszy zadebiutował na europejskiej liście przebojów apcchart.

## Albumy studyjne
| Ira                         | - Data: grudzień 1989 - Wydawca: Pronit - Format: CD, CS, LP                           | –  |                  |                        |
| Mój dom                     | - Data: czerwiec 1991 - Wydawca: Kontakt, Top Music - Format: CD, CS, digital download | –  | - POL: 200 tys.+ | - POL: platynowa płyta |
| 1993 rok                    | - Data: 16 kwietnia 1993 - Wydawca: Top Music - Format: CD, CS                         | –  | - POL: 100 tys.+ | - POL: złota płyta     |
| Znamię                      | - Data: 1 września 1994 - Wydawca: Top Music - Format: CD, CS, digital download        | –  | - POL: 100 tys.+ | - POL: złota płyta     |
| Ogrody                      | - Data: 28 września 1995 - Wydawca: Zic Zac - Format: CD, CS                           | –  |                  |                        |
| Tu i teraz                  | - Data: 12 sierpnia 2002 - Wydawca: BMG Poland - Format: CD, CS, digital download      | –  |                  |                        |
| Ogień                       | - Data: 29 marca 2004 - Wydawca: BMG Poland - Format: CD, digital download             | 2  |                  |                        |
| Londyn 08:15                | - Data: 31 sierpnia 2007 - Wydawca: Ql Music - Format: CD, digital download            | 1  |                  |                        |
| 9                           | - Data: 30 października 2009 - Wydawca: Ql Music - Format: CD, digital download        | 15 | - POL: 15 tys.+  | - POL: złota płyta     |
| X                           | - Data: 16 kwietnia 2013 - Wydawca: My Music - Format: CD, digital download            | 4  |                  |                        |
| My                          | - Data: 20 maja 2016 - Wydawca: Polskie Radio - Format: CD, digital download           | 3  | - POL: 15 tys.+  | - POL: złota płyta     |
| Jutro                       | - Data: 14 maja 2021 - Wydawca: Universal Music Polska - Format: CD, digital download  | 4  |                  |                        |
| „–” album nie był notowany. |                                                                                        |    |                  |                        |

## Albumy koncertowe
| Ira Live                    | - Data: grudzień 1993 - Wydawca: Top Music - Format: CD, CS, digital download         | –  | - POL: 100 tys.+ | - POL: złota płyta |
| Live 15-lecie               | - Data: 22 listopada 2004 - Wydawca: BMG Poland - Format: CD+DVD                      | –  |                  |                    |
| Akustycznie                 | - Data: 25 listopada 2014 - Wydawca: Music Art - Format: CD, CD+DVD, digital download | 36 | - POL: 15 tys.+  | - POL: złota płyta |
| „–” album nie był notowany. |                                                                                       |    |                  |                    |

## Kompilacje
| Tytuł          | Dane dot. albumu                                                 |
| -------------- | ---------------------------------------------------------------- |
| Ballady        | - Data: 1994 - Wydawca: Starling S.A./Andromeda - Format: CD, CS |
| Złote przeboje | - Data: 1995 - Wydawca: Starling S.A./Andromeda - Format: CD, CS |

## Single
| „Mój dom”                    | 1991 | –  | 6  | –  | –  | –  |                           | Mój dom      |
| „Nadzieja”                   | 1991 | –  | 2  | –  | –  | –  |                           | Mój dom      |
| „Bierz mnie”                 | 1992 | –  | 4  | –  | –  | –  |                           | Mój dom      |
| „Nie zatrzymam się”          | 1992 | –  | 1  | –  | –  | –  |                           | Mój dom      |
| „Nowe życie”                 | 1993 | –  | 7  | –  | –  | –  |                           | Mój dom      |
| „Sex”                        | 1993 | –  | 4  | –  | –  | –  |                           | 1993 rok     |
| „Wiara (wersja z gośćmi)”    | 1993 | –  | 1  | –  | –  | –  |                           | 1993 rok     |
| „Deszcz”                     | 1994 | –  | 13 | –  | –  | –  |                           | 1993 rok     |
| „Znamię”                     | 1994 | –  | 10 | –  | –  | –  |                           | Znamię       |
| „Nie wierzę”                 | 1994 | –  | –  | –  | –  | –  |                           | Znamię       |
| „Światło we mgle”            | 1995 | –  | 16 | 8  | 8  | –  |                           | Ogrody       |
| „Jeden”                      | 1995 | –  | –  | –  | –  | –  |                           | Ogrody       |
| „Jestem obcy”                | 1996 | –  | 22 | 21 | –  | –  |                           | Ogrody       |
| „Mocny”                      | 2002 | –  | 14 | –  | –  | –  |                           | Tu i teraz   |
| „Bez Ciebie znikam”          | 2002 | –  | 13 | –  | 20 | –  |                           | Tu i teraz   |
| „Supertajna lista pytań”     | 2003 | –  | 33 | –  | –  | –  |                           | Tu i teraz   |
| „Ikar”                       | 2004 | –  | 24 | –  | 4  | –  |                           | Ogień        |
| „Nie ma niepotrzebnych”      | 2004 | –  | –  | –  | –  | –  |                           | Ogień        |
| „Venus”                      | 2004 | –  | 30 | –  | –  | –  |                           | Ogień        |
| „Parę chwil”                 | 2005 | –  | 5  | 28 | 24 | –  |                           | Ogień        |
| „Trochę wolniej”             | 2007 | –  | –  | –  | –  | –  |                           | Londyn 08:15 |
| „Londyn 08:15”               | 2007 | –  | 47 | –  | –  | –  |                           | Londyn 08:15 |
| „Dobry czas”                 | 2009 | –  | –  | –  | –  | –  |                           | 9            |
| „To co na zawsze”            | 2009 | –  | –  | –  | –  | –  |                           | 9            |
| „Mój Bóg”                    | 2009 | –  | –  | –  | –  | –  |                           | 9            |
| „Nie daj mi odejść”          | 2010 | –  | –  | 8  | –  | –  |                           | 9            |
| „Dlaczego nic”               | 2010 | 2  | –  | –  | –  | –  |                           | 9            |
| „Taki sam”                   | 2012 | –  | –  | 12 | –  | 9  |                           | X            |
| „Szczęśliwa”                 | 2012 | –  | –  | –  | –  | 1  |                           | X            |
| „Uciekaj”                    | 2013 | –  | –  | –  | –  | 4  |                           | X            |
| „Styks”                      | 2013 | –  | –  | –  | –  | –  |                           | X            |
| „Miłość”                     | 2014 | –  | –  | –  | –  | 1  |                           | Akustycznie  |
| „Wybacz”                     | 2015 | –  | 38 | 15 | –  | 1  | - POL: 2× platynowa płyta | My           |
| „Powtarzaj to”               | 2016 | 21 | –  | 29 | –  | 1  |                           | My           |
| „Wymyśleni”                  | 2016 | –  | –  | 35 | –  | 3  |                           | My           |
| „W górę patrz”               | 2020 | 15 | –  | 32 | –  | 2  |                           | Jutro        |
| „Za późno już”               | 2020 | –  | –  | –  | –  | 32 |                           | Jutro        |
| „Chciałbym”                  | 2020 | –  | –  | –  | –  | –  |                           | Jutro        |
| „Zimowa”                     | 2021 | –  | –  | 31 | –  | 6  |                           | Jutro        |
| „Planety”                    | 2021 | –  | –  | –  | –  | 1  |                           | Jutro        |
| „–” singel nie był notowany. |      |    |    |    |    |    |                           |              |

## Teledyski
| Tytuł                              | Rok  | Reżyseria                    | Album        |
| ---------------------------------- | ---- | ---------------------------- | ------------ |
| „Wszystko mogę mieć (Underground)” | 1989 | –                            | Ira          |
| „Mój dom”                          | 1991 | LUZ                          | Mój dom      |
| „Bierz mnie”                       | 1991 | LUZ                          | Mój dom      |
| „Nadzieja”                         | 1992 | LUZ                          | Mój dom      |
| „Twój cały świat”                  | 1992 | LUZ                          | Mój dom      |
| „Hey Joe”                          | 1992 | TVP                          | –            |
| „Wiara (wersja z gośćmi)”          | 1993 | Jerzy Grabowski              | –            |
| „Deszcz”                           | 1993 | Jerzy Grabowski              | 1993 rok     |
| „Wyznanie”                         | 1993 | Jerzy Grabowski              | 1993 rok     |
| „Znamię”                           | 1994 | Jerzy Grabowski              | Znamię       |
| „Nie wierzę”                       | 1994 | Jerzy Grabowski              | Znamię       |
| „Zmienić siebie”                   | 1994 | Jerzy Grabowski              | Znamię       |
| „Na zawsze”                        | 1994 | Jerzy Grabowski              | Znamię       |
| „Światło we mgle”                  | 1995 | Jerzy Grabowski              | Ogrody       |
| „Którędy do raju”                  | 1995 | Jerzy Grabowski              | Ogrody       |
| „Jestem obcy”                      | 1996 | Jerzy Grabowski              | Ogrody       |
| „Mocny”                            | 2002 | Jerzy Grabowski              | Tu i teraz   |
| „Bez Ciebie znikam”                | 2002 | Jerzy Grabowski              | Tu i teraz   |
| „Femme Fatale”                     | 2003 | Paweł Bogocz                 | –            |
| „Ikar”                             | 2004 | –                            | Ogień        |
| „Nie ma niepotrzebnych”            | 2004 | –                            | Ogień        |
| „Venus”                            | 2004 | –                            | Ogień        |
| „Parę chwil”                       | 2005 | –                            | Ogień        |
| „Trochę wolniej”                   | 2007 | –                            | Londyn 08:15 |
| „Dobry czas”                       | 2009 | –                            | 9            |
| „Taki sam”                         | 2012 | Artur Gadowski               | X            |
| „Styks”                            | 2013 | Grupa 13 (wytwórnia filmowa) | X            |
| „Wybacz”                           | 2015 | –                            | My           |
| „Powtarzaj to”                     | 2016 | –                            | My           |
| „W górę patrz”                     | 2020 | Artur Gadowski               | Jutro        |
| „Zimowa”                           | 2021 | Artur Gadowski, Rafał Spreng | Jutro        |
| „Planety”                          | 2021 | Jerzy Grabowski              | Jutro        |

## Filmy
| Data wydania | Tytuł            | Reżyser         | Firma    |
| ------------ | ---------------- | --------------- | -------- |
| 1996         | Ira przy granicy | Jerzy Grabowski | Grabfilm |

## Ścieżki dźwiękowe
Poniższa tabela przedstawia utwory grupy Ira wykorzystane w filmach, serialach bądź na ścieżkach dźwiękowych, oraz utwory nagrane przez wokalistę grupy Artura Gadowskiego także wykorzystane w wyżej wymienionych produkcjach.
| Rok     | Film/Serial/Program                                  | Utwór                                                         |
| ------- | ---------------------------------------------------- | ------------------------------------------------------------- |
| 1994    | Radio Romans                                         | Znamię                                                        |
| 1998    | Szczęśliwego Nowego Jorku                            | Szczęśliwego Nowego Yorku                                     |
| od 1999 | Złotopolscy                                          | Ona jest ze snu Naucz się rozmawiać Szczęśliwego Nowego Yorku |
| 2001    | W pustyni i w puszczy                                | W pustyni i w puszczy                                         |
| 2002    | Sfora                                                | Nie od razu raj                                               |
| 2002    | Zemsta                                               | Oj kot!                                                       |
| 2005    | Egzamin z życia                                      | Parę chwil                                                    |
| 2005    | Złoty sen                                            | Ona jest ze snu                                               |
| 2006    | Mundial Biało-Czerwonych: Trzej przyjaciele z boiska | Trzej przyjaciele z boiska                                    |
| 2007    | Magda M.                                             | Wiara                                                         |